# Сан-Францисская конференция
 Сан-Францисская конференция — международная конференция, проходившая с 25 апреля по 26 июня 1945 года. В конференции участвовали 50 государств, которые являлись учредителями Организации Объединённых Наций. Конференция была созвана от имени Великобритании, СССР и США.
На конференции уделялось большое внимание целям, принципам, структуре и полномочным представительствам Организации Объединённых Наций. За основу были взяты положения, разработанные на конференции в Думбартон-Оксе, которая проходила в 1944 году.
Сан-Францисская конференция проходила в обстановке острой борьбы, большие затруднения вызывали вопросы о колониях и зависимых территориях, о целях международной опеки, о правах Совета Безопасности, о процедуре голосования в Совете Безопасности.

## Итоги
- На конференции был учреждён Международный суд ООН[1].
- 26 июня 1945 года был подписан Устав ООН, вступивший в действие 24 октября 1945 года[1].